# Буран (снегоход)

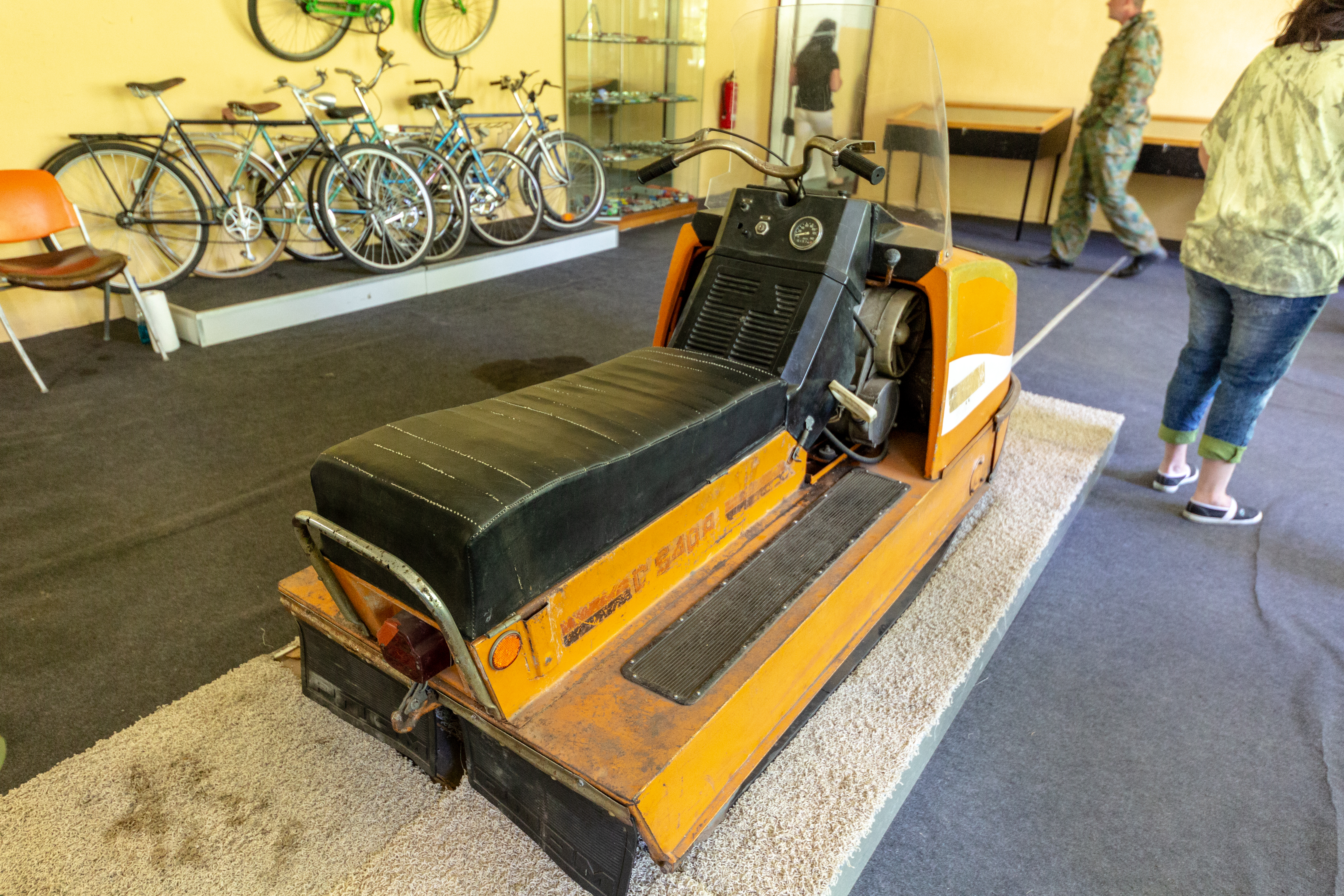

«Бура́н» — серия советских и российских универсальных двухгусеничных снегоходов. Индекс серии —РМЗ-640. Производится с 1971 года в Рыбинске, ныне в ОАО «Русская механика» — дочернем предприятии НПО «Сатурн».

## История
К концу 1960-х гг. на обширных просторах Севера в качестве средства передвижения по снежной целине использовались аэросани, однако из-за своей специфики они получили весьма ограниченное применение. Для доставки 1-2 человек и небольшой партии грузов требовалось неприхотливое и простое транспортное средство, доступное по стоимости для населения. В СССР на хабаровском заводе "Промсвязь" начался выпуск средних снегоходов НАМИ-095БА "Амурец", но распространения они не получили. Позднее была создана улучшенная модель "Лайка-2".
В 1970 году на выставку в Москве были представлены канадские снегоходы Bombardier. После показа три выставочных экземпляра были приобретены советской стороной. Эти образцы модели Ski-Doo Valmont стали прототипами созданного на Рыбинском моторном заводе отечественного снегохода.
Весной 1971 года начались испытания опытных образцов снегохода, получившего название «Буран», в 1972 году началось их серийное производство и до конца 1972 года выпустили 100 серийных машин.
На первые образцы снегохода были установлены 18-сильные двигатели от мотоцикла ИЖ-Юпитер-3 вместе с 4-ст. механической КПП и резиновой гусеницей от транспортёрной ленты. Испытания показали, что мощности мотоциклетного мотора не хватает, он перегревался, а также неудобство эксплуатации при отсутствии возможности движения задним ходом. Стала ясна необходимость применения бесступенчатой трансмиссии. Новый двигатель был скопирован с австрийского Rotax, он получил маркировку РМЗ-640 и развивал мощность 27 л. с. Трансмиссия была разработана с нуля и получила клиноременный вариатор с коробкой реверса.
В 1973 году снегоход был поставлен на конвейер. Первая партия из 200 выпущенных снегоходов была передана в сельскохозяйственные организации Крайнего Севера для испытаний в производственных условиях. Всего в 1973 году выпустили 1 тыс. снегоходов, в 1974 году - свыше 2,5 тыс. снегоходов этого типа.
В 1986 году был выпущен стотысячный снегоход «Буран».

## Ранние модификации
- «Барс» (с 1982 года) — вариант для силовых структур с установленной фарой-искателем и местом под армейскую рацию Р-392 с антенной[5].
- «Арктика» (с 1990 года) — модификация с изменённой гусеницей и широкой рулевой лыжей. Мощность двигателя увеличена до 33 л. с. С изменением развесовки улучшилась проходимость. Открытие капота стало возможным без снятия фары.
- «Буран-М» (с 2002 года) — рестайлинг. Снижена шумность, изменено сидение, применён регулируемый руль[2].
- «Буран» с 4-тактным мотором Briggs&Stratton Vanguard (2008 год). В серию не пошёл[6].

## Современная линейка
- «Буран-А» — базовая модель. С индексом АЕ комплектуется электростартером.
- «Буран-АДЕ» — удлинённая модификация с электростартером. Серийно комплектуется фарой-прожектором. Имеется мягкая спинка для пассажира[7].
- «Буран-4Т» — модель с четырёхтактным мотором Kohler (29 л. с.). С литерой 4ТД имеет удлинённую грузовую платформу. В короткой модели вес буксируемого прицепа составляет 250 кг, в длинной базе снегохода — 500 кг[8].
- «Буран Лидер» — новейшая модификация, выпускается с конца 2017 года. Лыжа унифицирована с более надёжной, устанавливаемой на другую модель — «Тайга». На коробке реверса используется автоматический натяжитель цепи. Высокий руль комплектуется подогревом рукояток и курка газа. Также была изменена геометрия и размер ветрозащитного стекла, изготовленного из 2-миллиметрового ударопрочного и морозостойкого поликарбоната. Заводская окраска теперь выполняется в черно-оранжевых цветах. Снегоход доступен в короткой и длинной базе[9].

## Особенности конструкции
Основа снегохода — одна поворотно-опорная лыжа и две тягово-сцепные гусеницы, позволяют получить большую площадь опорной поверхности при малой длине самого снегохода. За счет этого снегоходы хорошо проходят лесную чащу, овраги и мелкий подлесок.
Большое передаточное отношение главной передачи в трансмиссии, оснащенной вариатором «Альпина», и двигателем со смещённым в зону низких оборотов максимальным крутящим моментом, позволяют буксировать сани для снегохода с полной массой до 250 кг.

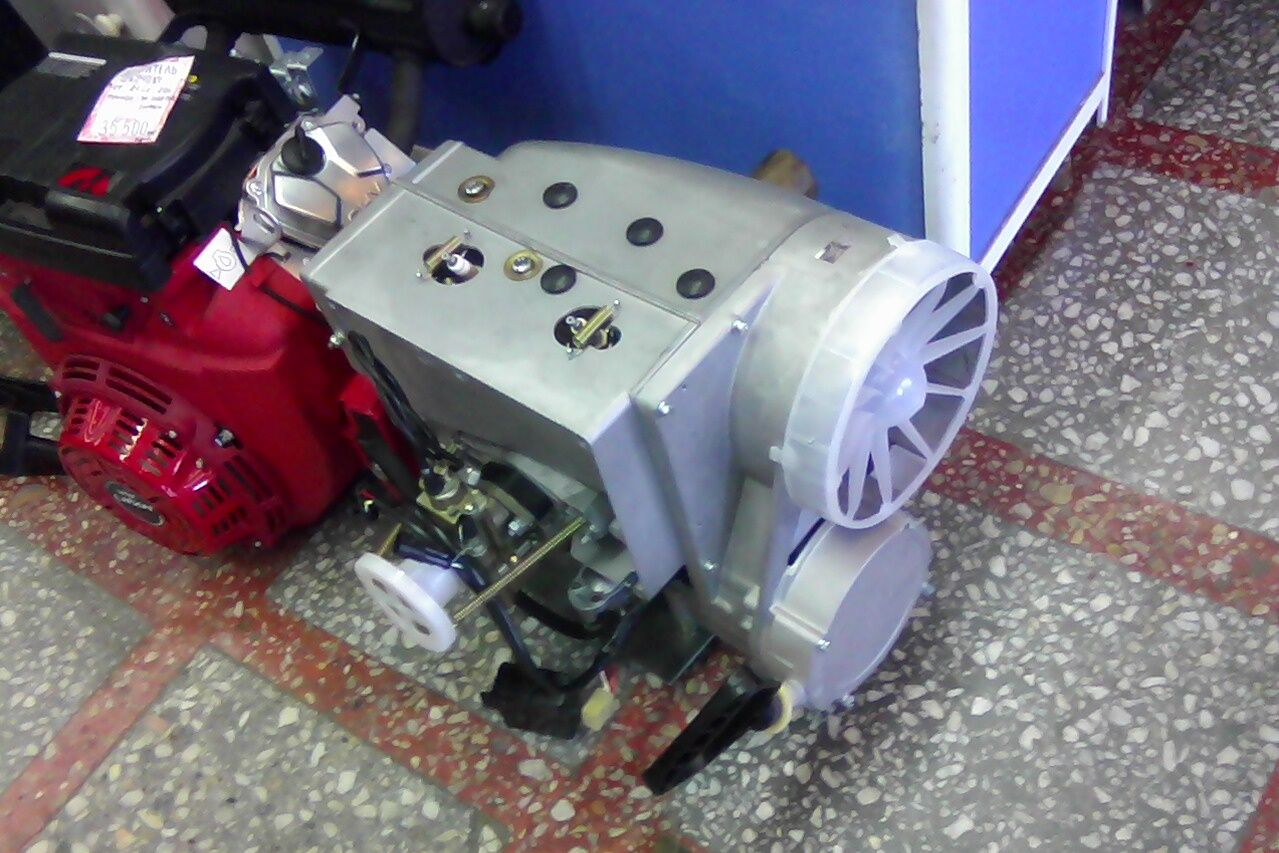
Двухцилиндровый двухтактный двигатель РМЗ-640 снегохода «Буран»

Двигатель снегохода «Буран» обладает небольшой степенью сжатия, что позволяет ему потреблять в качестве топлива бензин А-76, АИ-80, а в некоторых случаях даже газолин (газовый конденсат). Двигатель имеет совместную систему смазки, что в условиях низких температур и высоких нагрузок на малом ходу (при буксировке тяжёлых грузов) дает возможность заранее подготовить топливную смесь под условия эксплуатации так, чтобы обеспечивалась смазка двигателя в нужном количестве.
Снегоходы производятся в комплектации с электростартёром и без.
Снегоход за счёт двугусеничной компоновки стал широко популярен при подготовке лыжных трасс в России и СНГ для спортшкол и полупрофессиональных соревнований по лыжным гонкам, биатлону и спортивному ориентированию. 

## Технические характеристики «Бурана» СБ-640А
- Количество мест — 2
- Максимальная скорость — 65 км/ч
- Наименьший радиус поворота — 6 м
- Максимальная мощность — 34 л. с.
- Контрольный расход топлива на 100 км пути — 7-10 л
- Двигатель РМЗ −640/Kohler(Буран 4Т/4ТД)
- Объём топливного бака — 28 л
- Масса снегохода — 275 кг
- Габариты:
  - длина — 2695 мм
  - ширина — 900 мм
  - высота — 1320 мм

В 2010-е годы выпускаются снегоходы «Буран» как с двухтактными, так и с четырёхтактными двухцилиндровыми двигателями.
Также выпускаются модели со стандартными (2878,5 мм) и удлинёнными (3686,5 мм) гусеницами (указан периметр гусеницы).

## На вооружении
- Стоят на оснащении 80-й отдельной мотострелковой арктической бригады Северного флота ВМФ России (бывшая 80-я ОМСБр) дислоцированной в посёлке Алакуртти Мурманской области[10].

## Памятники и экспонаты
- В 2017 году в Нарьян-Маре на улице Смидовича был установлен объект малой архитектурной формы — скамейки в виде снегохода «Буран» и саней к нему[11]. Скульптура демонтирована в 2021 г.
- Милицейскую версию Бурана можно увидеть в Музейном комплексе УГМК (Свердловская область, г. Верхняя Пышма).